# Le Raid infernal
Le Raid infernal est le sixième album de la série de bande dessinée La Jeunesse de Blueberry de Jean-Michel Charlier (scénario), Colin Wilson (dessin) et Janet Gale (couleurs). Publié en 1990, c'est le premier du cycle du ferroviaire (deux tomes).

## Résumé
Les officiers nordistes de la région apprennent que les responsables sudistes ont concentré « des troupes considérables [...] le long de la voie ferrée Atlanta-Nashville » et que les forces nordistes dans la région ne pourront pratiquement pas s'opposer à leur avance. Pour soutenir leur attaque, les sudistes ont amassé « un énorme dépôt » de munitions loin en arrière de leurs lignes.
Volontaire pour détruire le dépôt, Blueberry demande « la locomotive la plus puissante [...], des armes, des explosifs ». De plus, il veut engager des prisonniers condamnés à mort. Ses demandes sont exaucées.
En compagnie d'une vingtaine d'hommes, il détruit le poste de garde sudiste du chemin de fer qui mène à Atlanta. Par la suite, son train fonce vers le sud, coupant au passage les fils télégraphiques. Il profite du passage sur différents ponts et dans différents tunnels pour les faire miner, ce qui bloquera les convois qui remonteront vers le nord. 
Leur équipée est finalement connue d'officiers sudistes qui prennent leurs dispositions pour les arrêter. Un train sudiste, qui venait à leur rencontre, passe près d'eux alors qu'ils sont cachés sur une voie transversale. À Kingston dans le Tennessee, le général MacLaughlin ordonne la mise en place d'un dispositif pour arrêter le train nordiste. Les volontaires nordistes tombent dans un piège, mais plusieurs parviennent à s'enfuir sous les balles.
Alors qu'il circule dans la ville, Blueberry apprend que le dépôt de munitions recherché se trouve dans un immeuble à l'écart. Avec l'aide du sergent Grayson, il l'atteint et le fait sauter. Blueberry est arrêté et amené au général MacLaughlin, alors que Grayson est en fuite.

## Personnages principaux
- Blueberry : lieutenant de cavalerie nordiste envoyé en mission pour détruire un important dépôt de munitions sudiste.
- Sergent Grayson : sous-officier nordiste.